# HD 108007
HD 108007，又名BD+26 2345，SAO 82293、HR 4719，是一颗恒星，视星等为6.42，位于銀經225.75，銀緯83.76，其B1900.0坐标为赤經12h 19m 25.6s，赤緯+26° 83.76′ 13″。